# 皇家鑄幣廠 (丹麥)
丹麥皇家鑄幣廠（丹麥語：Den Kongelige Mønt）是丹麥的皇家鑄幣廠，由丹麥王室設立於16世紀。丹麥皇家鑄幣廠是唯一被允許生產丹麥克朗硬幣的機構，由丹麥政府擁有，丹麥中央銀行管理。

## 外部連結
- Official website

55°40′36″N 12°35′10″E / 55.6766°N 12.5862°E